# Villeneuve-Saint-Nicolas
Villeneuve-Saint-Nicolas foi uma comuna francesa na região administrativa do Centro, no departamento Eure-et-Loir. Estendia-se por uma área de 5,17 km². Em 2010 a comuna tinha 143 habitantes (densidade: 27,7 hab./km²).
Em 1 de janeiro de 2016, passou a formar parte da nova comuna de Les Villages Vovéens.